# 360-я стрелковая дивизия
360-я стрелковая дивизия — войсковое соединение Вооружённых Сил СССР в Великой Отечественной войне. 360-я стрелковая дивизия является предшественницей известной в настоящее время 108-й Невельской дважды Краснознамённой мотострелковой дивизии.

## История
Сформирована в сентябре-октябре 1941 в Оренбургской области (Приволжский ВО) в рамках реализации постановления ГКО СССР № 459сс от 11.08.1941 . По завершении формирования директивой СВГК № 004279 от 02.11.1941 включена в состав 60-й резервной армии и получила приказ на передислокацию из Чкалова в Ветлужскую.
Директивой Ставки ВГК от 02.12.1941 дивизия направлена в Московскую зону обороны «для незамедлительного занятия внешнего пояса» (поступила в действующую армию 5.12.1941). В конце декабря 1941 передислоцирована на Северо-Западный фронт, где 25.12.1941 включена в состав 4-й ударной армии. Участвовала в Торопецко-Холмской наступательной операции (08.01-06.02.1942). Затем до поздней осени 1942 года занимала позиционную оборону.
В составе 3-й ударной армии Калининского фронта дивизия участвовала в Великолукской наступательной операции (25.11.1942-20.1.1943), затем (вновь в составе 4-й ударной армии) — в преследовании отходящей из ржевского выступа группировки вермахта (02-31.03.1943).
Осенью 1943, после периода некоторого затишья на Калининском фронте, дивизия принимает участие в Смоленской наступательной операции «Суворов» (Духовщинско-Демидовская операция, 14.09-02.10.1943). Сразу же по окончании этого наступления соединение было задействовано в Невельско-Городокской операции (06.10-31.12.1943). В первый день наступления дивизия освободила город Невель, за что ей было присвоено почётное наименование «Невельская». После этого дивизия участвует в Витебской наступательной операции (03.02-13.03.1944).
Летом 1944 дивизия принимает активное участие в начальной фазе наступательной операции «Багратион». Дивизия была задействована в Витебской (23-28.06.1944) и Полоцкой (29.06-04.07.1944) операциях. С участием 360-й дивизии 04.07.1944 был освобождён Полоцк. После этого соединение в составе 2-го Прибалтийского фронта принимает участие в Режицко-Двинской операции (10-27.07.1944), в ходе которой дивизия освободила города Краслава (22.07.1944) и Даугавпилс (27.07.1944), а затем — в Мадонской операции (28.07-28.08.1944).
Осенью 1944 дивизия принимает участие в Прибалтийской наступательной операции, в ходе которой войска германской группы армий «Север» были изолированы в Курляндии. В дальнейшем вплоть до конца войны дивизия участвует в блокаде курляндской группировки вермахта. 27.02.1945 сменила части 85-й стрелковой дивизии на рубеже Каркуалей, Пастори, Мыза Спиргус.

## Полное название
360-я стрелковая Невельская Краснознамённая дивизия

## Награды
| Награда (наименование)             | Дата награждения                                                 | За что награждена |
| ---------------------------------- | ---------------------------------------------------------------- | --- |
| Почётное наименование «Невельская» | Приказ Верховного Главнокомандующего СССР от 7 октября 1943 года | за отличие в боях за освобождение города Невель. |
| Орден Красного Знамени             | Указ Президиума Верховного Совета СССР от 23 июля 1944 года      | За успешное выполнение заданий командования в боях с немецкими захватчиками при овладении городом Полоцк, проявленные при этом доблесть и мужество. |

Награды частей дивизии:
- 1195-й стрелковый ордена Суворова[2] полк

## Подчинение
- Приволжский ВО — август-01.11.1941 года
- 60-я резервная армия — 01.11-05.12.1941 года
- Московская зона обороны — 05-25.12.1941 года
- Северо-Западный фронт, 4-я ударная армия — 25.12.1941-22.01.1942
- Калининский фронт, 4-я ударная армия — 22.01.1942-декабрь 1942 года
- Калининский фронт, 3-я ударная армия — декабрь 1942 — февраль 1943 года
- Калининский фронт, 4-я ударная армия — февраль-сентябрь 1943 года
- Калининский фронт, 4-я ударная армия, 2-й гвардейский стрелковый корпус — сентябрь-20.10.1943 года
- 1-й Прибалтийский фронт, 4-я ударная армия, 2-й гвардейский стрелковый корпус — 20.10 — ноябрь 1943 года
- 1-й Прибалтийский фронт, 11-я гвардейская армия, 36-й гвардейский стрелковый корпус — ноябрь-декабрь 1943 года
- 1-й Прибалтийский фронт, 4-я ударная армия, 83-й стрелковый корпус — ноябрь 1943 — март 1944 года
- 1-й Прибалтийский фронт, 6-я гвардейская армия, 83-й стрелковый корпус — март-апрель 1944 года
- 1-й Прибалтийский фронт, 4-я ударная армия, 83-й стрелковый корпус — апрель-июль 1944 года
- 2-й Прибалтийский фронт, 4-я ударная армия, 83-й стрелковый корпус — июль-август 1944 года
- 1-й Прибалтийский фронт, 4-я ударная армия, 83-й стрелковый корпус — август 1944 — январь 1945 года
- 2-й Прибалтийский фронт, 42-я армия, 83-й стрелковый корпус — январь-февраль 1945 года
- 2-й Прибалтийский фронт, 1-я ударная армия, 119-й стрелковый корпус — февраль-март 1945 года
- Ленинградский фронт, Курляндская группа войск, 1-я ударная армия, 123-й стрелковый корпус — апрель 1945 года
- Ленинградский фронт, Курляндская группа войск, 1-я ударная армия, 119-й стрелковый корпус — апрель-май 1945 года

## Состав
- 1193-й стрелковый полк (подполковник С. П. Хотеев)
- 1195-й стрелковый полк
- 1197-й стрелковый полк
- 920-й артиллерийский полк
- 286-й отдельный истребительно-противотанковый дивизион
- 333-я зенитная батарея (644-й отдельный зенитно-артиллерийский дивизион) — до 19.03.1943
- 475-й миномётный дивизион (30.03-29.06.1942)
- 462-й пулемётный батальон (29.10.1942-19.05.1943)
- 419-я отдельная разведывательная рота
- 489-й отдельный сапёрный батальон
- 808-й отдельный батальон связи (571-я отдельная рота связи)
- 442-й отдельный медико-санитарный батальон
- 435-я отдельная рота химической защиты
- 472-я автотранспортная рота
- 211-я полевая хлебопекарня
- 781-й дивизионный ветеринарный лазарет
- 341-я полевая почтовая станция
- 787-я полевая касса Государственного банка

## Командование

### Командиры
- Болотов, Андрей Филиппович (06.09.1941 — 13.01.1942), полковник;
- Кузнецов, Иван Михайлович (13.01.1942 — 27.02.1942), генерал-майор;
- Позняк, Виктор Генрихович (27.02.1942 — 03.02.1943), полковник;
- Чиннов, Иван Иванович (19.02.1943 — 06.09.1944), полковник, генерал-майор;
- Пащенко, Ефим Александрович (12.09.1944-??.02.1946), полковник;
- Стриженко, Николай Михайлович (??.03.1946-??.07.1949), генерал-майор;

…
- Майоров, Константин Фёдорович (??.02.1950-??.06.1954), генерал-майор.

### Заместители командира
- Коваленко, Василий Григорьевич (02.09.1942-07.10.1942), полковник;
- Гончаров, Демьян Ильич (??.02.1943-??.07.1943), полковник;

### Начальники штаба
- Гончаров, Демьян Ильич (??.05.1942-??.06.1942), полковник;